# Pillgwenlly
Pillgwenlly (en anglais) ou Pilgwenlli (en gallois) est une communauté du borough de comté de Newport, au pays de Galles.
Son nom fait référence à Gwynllyw, un roi gallois du VIe siècle.

## Géographie
Pillgwenlly se trouve juste au sud du centre-ville de Newport. La communauté est délimitée par l'Usk à l'est et au sud-est, l'Ebbw (en) au sud-ouest, la Great Western Main Line à l’ouest et Cardiff Road au nord. Elle comprend la majeure partie des docks de Newport (en).

## Démographie
Au recensement de 2011, la communauté de Pillgwenlly comptait 7 318 habitants.

## Culture locale et patrimoine
La communauté de Pillgwenlly abrite dix-sept monuments classés, dont le pont transbordeur de Newport qui enjambe l'estuaire de l'Usk et qui est un monument classé de grade I.